# Italian Softball League 2011
L'Italian Softball League edizione 2011 è iniziato il 26 marzo e si è concluso l'11 ottobre con gara 5 di finale della Italian Softball Series tra il Caserta e l'Amga Legnano.
La partita è stata vinta con il risultato di 1-0 dalla squadra campana che si è aggiudicata il suo terzo scudetto.

## Regular season

### Squadre
- A.S.D. TITANO HORNETS
- A.S.D. UNIONE FERMANA SOFTBALL
- AB CARONNO RHEAVENDORS
- AMGA B.S.C. LEGNANO A.S.D.
- DES CASERTA SOFTBALL
- FIORINI S.C. FORLI'
- FORESI MOSCA MACERATA
- MUSEO D'ARTE NUORO
- RHIBO SOFTBALL LA LOGGIA
- SANOTINT BOLLATE SOFTBALL

### Classifica
|     | Classifica regular season 2011 | PG | PV | PP | PCT  | PD   |
| --- | ------------------------------ | -- | -- | -- | ---- | ---- |
| 1.  | FIORINI S.C. FORLI'            | 36 | 29 | 7  | .805 | 0.0  |
| 2.  | SANOTINT BOLLATE SOFTBALL      | 36 | 23 | 13 | .638 | 6.0  |
| 3.  | AMGA B.S.C. LEGNANO A.S.D.     | 36 | 22 | 14 | .611 | 7.0  |
| 4.  | DES CASERTA SOFTBALL           | 36 | 21 | 15 | .583 | 8.0  |
| 5.  | RHIBO SOFTBALL LA LOGGIA       | 36 | 20 | 16 | .555 | 9.0  |
| 6.  | MUSEO D'ARTE NUORO             | 36 | 18 | 18 | .500 | 11.0 |
| 7.  | FORESI MOSCA MACERATA          | 36 | 16 | 20 | .444 | 13.0 |
| 8.  | A.S.D. TITANO HORNETS          | 36 | 13 | 23 | .361 | 16.0 |
| 9.  | A.S.D. UNIONE FERMANA S.       | 36 | 11 | 25 | .305 | 18.0 |
| 10. | AB CARONNO RHEAVENDORS         | 36 | 7  | 29 | .194 | 22.0 |

|  | Qualificate all'Italian Series |

## Italian Softball Series
|  | Primo turno                | Primo turno                | Primo turno                | Primo turno          | Primo turno | Primo turno | Primo turno |  |  | Secondo turno              | Secondo turno              | Secondo turno | Secondo turno | Secondo turno | Secondo turno | Secondo turno |  |
|  |                            |                            |                            |                      |             |             |             |  |  |                            |                            |               |               |               |               |               |  |
|  | DES CASERTA SOFTBALL       | DES CASERTA SOFTBALL       | DES CASERTA SOFTBALL       | DES CASERTA SOFTBALL | 3           | 8           | 2           |  |  |                            |                            |               |               |               |               |               |  |
|  | FIORINI S.C. FORLI'        | FIORINI S.C. FORLI'        | FIORINI S.C. FORLI'        | FIORINI S.C. FORLI'  | 1           | 6           | 0           |  |  | DES CASERTA SOFTBALL       | DES CASERTA SOFTBALL       | 1             | 7             | 2             | 8             | 1             |  |
|  | AMGA B.S.C. LEGNANO A.S.D. | AMGA B.S.C. LEGNANO A.S.D. | AMGA B.S.C. LEGNANO A.S.D. | 7                    | 3           | 0           | 5           |  |  | AMGA B.S.C. LEGNANO A.S.D. | AMGA B.S.C. LEGNANO A.S.D. | 0             | 2             | 3             | 7             | 0             |  |
|  | SANOTINT BOLLATE SOFTBALL  | SANOTINT BOLLATE SOFTBALL  | SANOTINT BOLLATE SOFTBALL  | 3                    | 2           | 1           | 1           |  |  |                            |                            |               |               |               |               |               |  |

## Verdetti
- Campione d'Italia:  DES Caserta softball